# エスカレーター

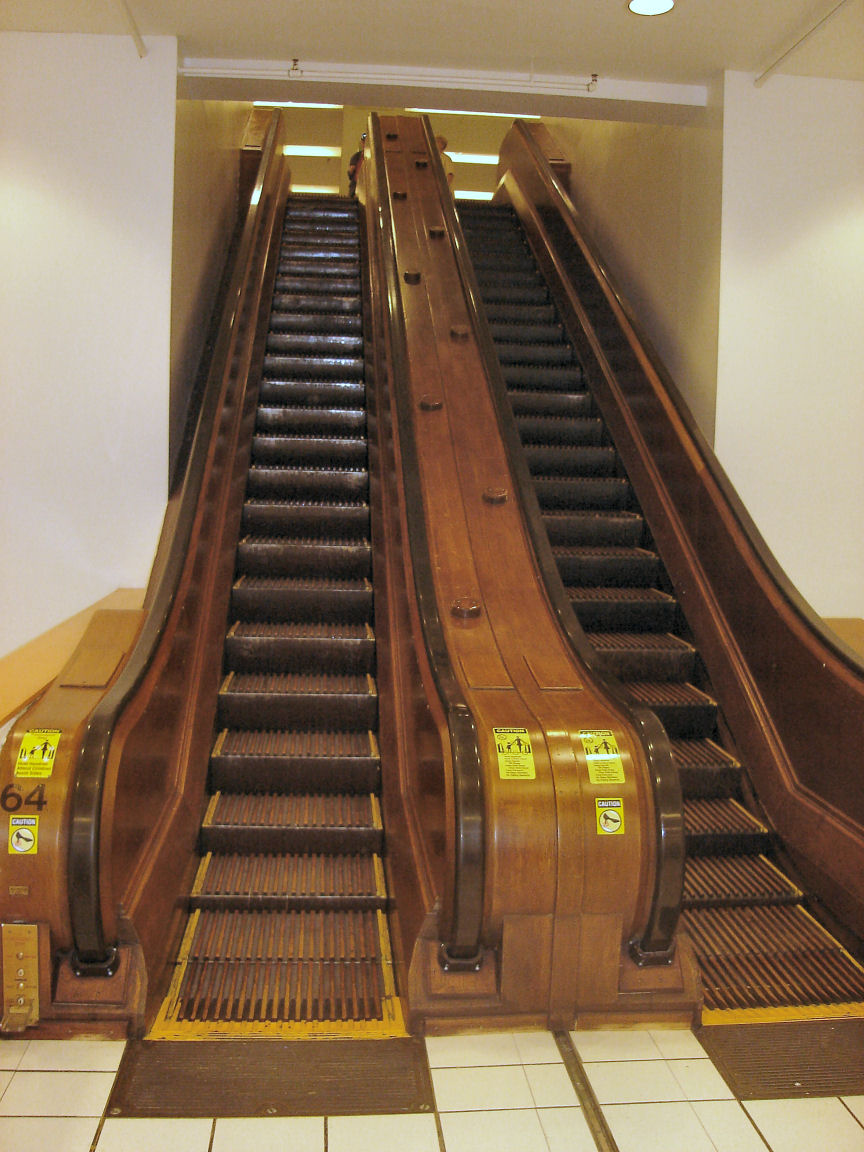
ステップ上面や手すり部分が木製の古いエスカレーター（アメリカ合衆国ニューヨーク市のメイシーズデパートにて）

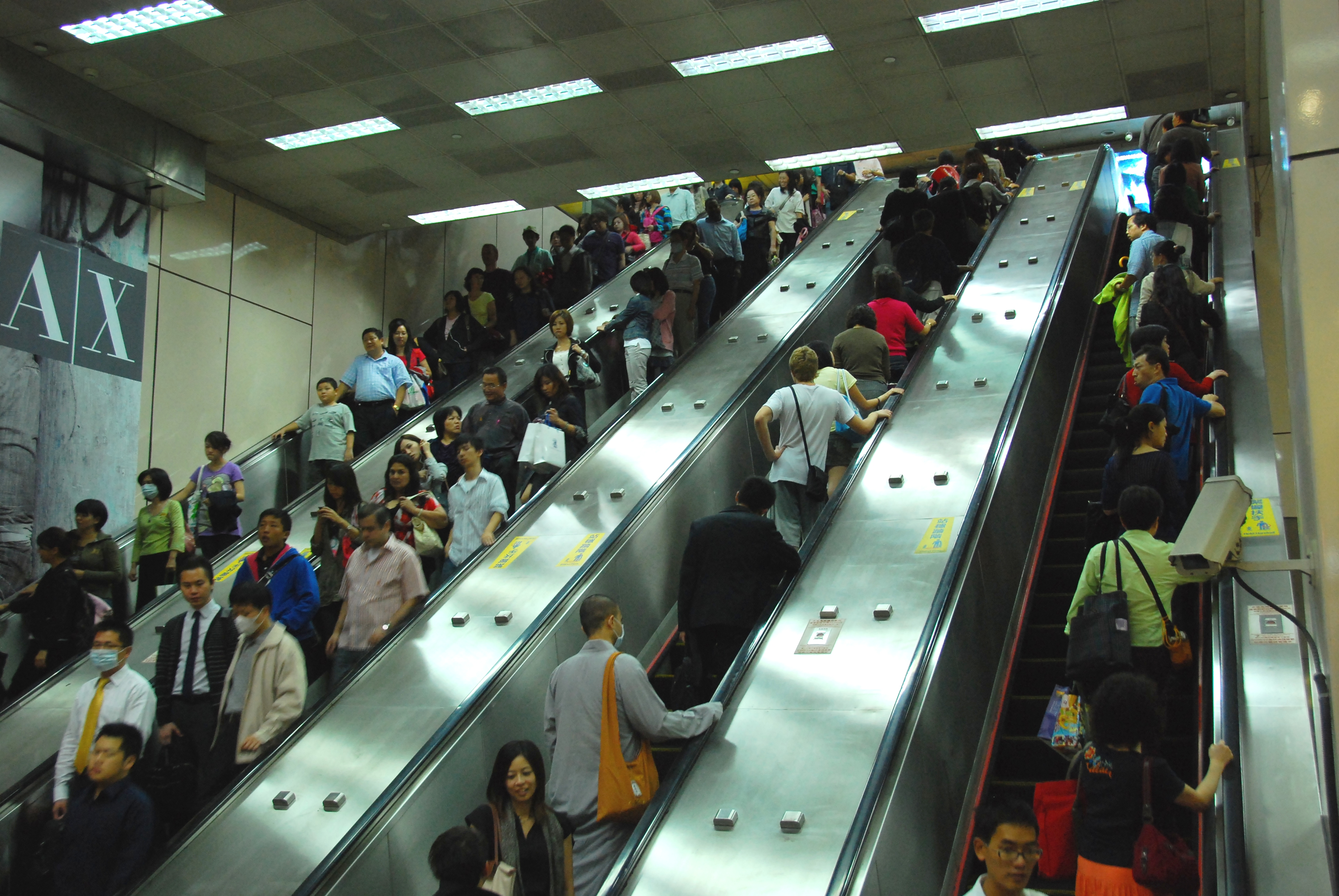
現代のエスカレーター（台北捷運忠孝復興駅構内）

エスカレーター（英: Escalator）は、人が階段を歩く労力を消費せずに主に建物の他階に移動する目的で設置・利用される、階段状の昇降装置。自動階段のこと。ペデストリアンデッキなど屋外に設けられることもある。日本語では長音符（ー）を省略してエスカレータと表記されることもある。

## 名称
"Escalator"という語は元々、アメリカ合衆国の企業オーチス・エレベータ・カンパニー（Otis Elevator Company）の登録商標で、商品名である。しかし、当時この自動式階段を表す適当な語句が他に無く、一般に「エスカレーター」と呼ばれたため、普通名称化した経緯がある。オーチス・エレベーター社では既に商標権を放棄している（「#商標権の喪失」で後述）。
“escalator”という名称の由来については、様々な歴史家や著作家がそれぞれ独自の見解を表明しており、それらに基づいた誤解がインターネット上に蔓延している。

### 名称の由来と当初の意図
アメリカ合衆国の発明家チャールズ・シーバーガー (Charles Seeberger) は、パリ万博への出展に合わせて、1900年に "escalator" を商標とした。
シーバーガー自身の説明によると、発明に名前を付けることを1895年に法律家から助言され、この名前を考案したとされている。オーチス・エレベータ・カンパニーが保管していたシーバーガーの手稿によれば、彼はラテン語辞書を使って語幹に scala という語（後述）を採用し、接頭辞として e を、接尾辞として tor を加え escalator としたことがわかる。シーバーガー本人の大まかな解釈は「-から上に移動するための手段」であり、「カ」の部分にアクセントをつけて発音することを本人が強く望んでいた（ラテン語の scala は ca の a が長母音で、そこがアクセントとなるため）。
したがってエスカレーターという名称はフランス語やギリシア語に由来しないし、エレベーターから派生した語でもない。ラテン語で読めばエスカラトル、「上に上げるもの、送るもの」の意味となる。なお、その語源となったラテン語の女性名詞 scala は、同じくラテン語の動詞 scando（よじ登る、乗る）からの派生語であり、物事の起きた回数を示す「度目」、あるいは物事の進む段階としての「階梯」を意味し、直接的には「階段」という意味ではなく、複数形 scalae で用いられる時に「階段」あるいは「はしご」の意味をもつ。

#### 「エスカレーター」からの派生語
動詞の "escalate" は1922年に登場した新語で、「エスカレーターを使って上に登る」または「エスカレーターで移動する」という意味だった。そこから「徐々に増大または発展、悪化する」こと、特に「局地戦から大規模な戦争（核戦争を含む）に発展すること」を意味するようになった。後者の意味が最初に印刷物に記載されたのは1959年の『マンチェスター・ガーディアン』紙だが、その意味でこの語がよく使われるようになったのは1960年代後半から1970年代前半のことである。
また、"escalate" はエスカレーターとともに日本にも導入され、「エスカレートする」は日本語のカタカナ言葉として一般化した。

### 商標権の喪失
1950年、シーバーガーから商標権を譲り受けていたオーチス社とホートンエレベーター（Haughton Elevator Co.）との間で商標権問題が起きた。これをきっかけとして、オーチス社は "escalator" という言葉を独占的に使えなくなり、商標の保持に関心のある会社や個人にとっては貴重な警告となった。
この裁判所の裁定において、「'escalator' という言葉が、特定の製品ではなく、エスカレーター全般を指す名詞として一般に認識されてきた期間」が問題とされ、オーチス社自身が同社の特許文書や広告でその語を普通名詞のように使っていたことが指摘された。その結果、オーチス社は最終的に"escalator" という言葉の商標権を放棄することになった。

## 機構

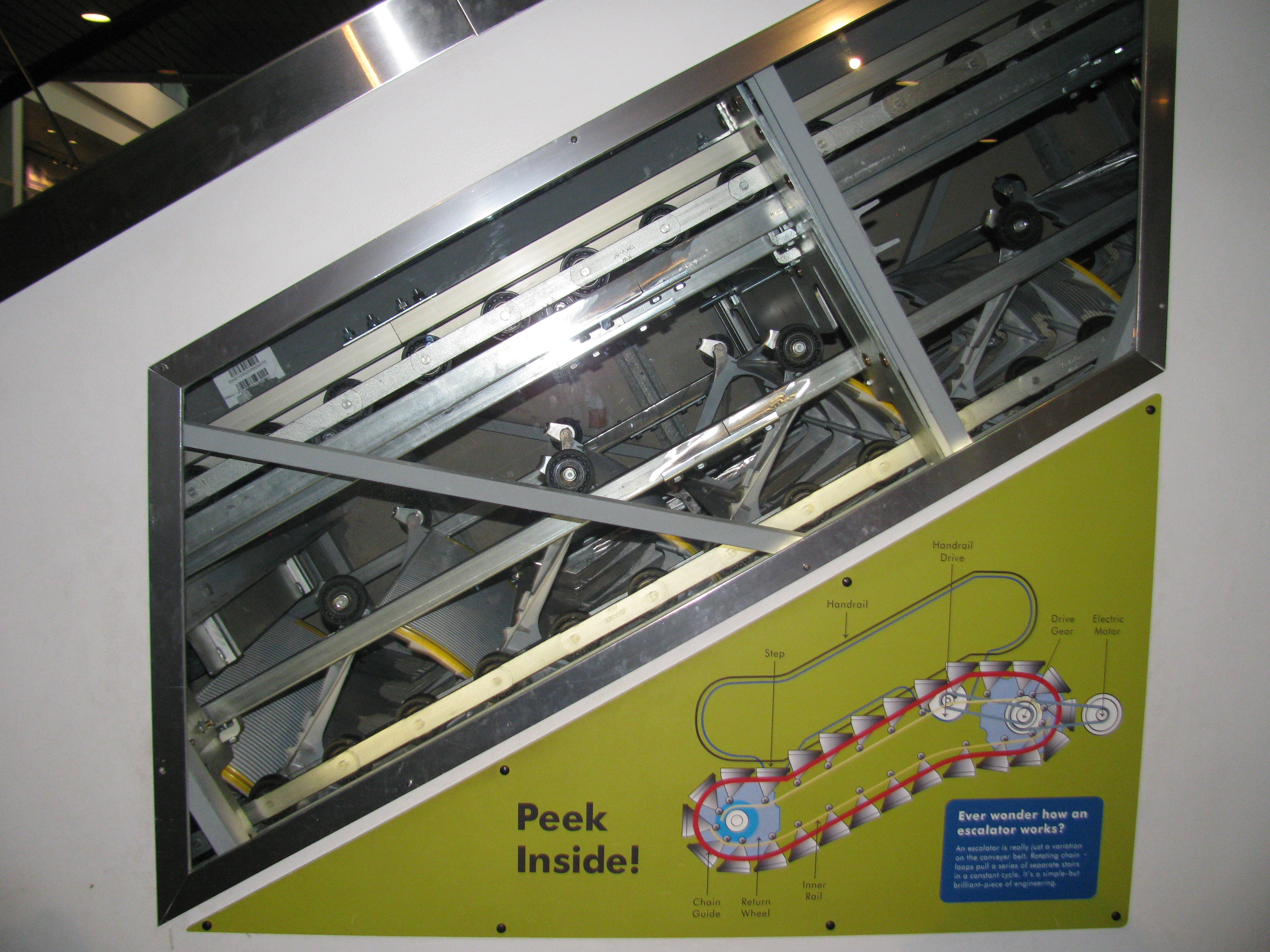
デンバー自然科学博物館（アメリカ合衆国コロラド州デンバー市）にあるエスカレーターの1基。通常は露出しない内部の機構を見せて、同館の展示物の一つとしている。

外観は階段に酷似し、自動で昇降する階段状の踏み面（ステップ）と、ステップと連動して動くベルト状の手すりを特徴とする。
機構の露出部分の多さから建物のインテリアに大きな影響を与えるので、意匠に工夫を凝らしたものが多い。螺旋状のスパイラルエスカレーター（三菱電機製が世界唯一であり、中華人民共和国の上海新世界大丸百貨店や、日本では横浜ランドマークタワーなどに設置されている）や、途中で水平部分をもつエスカレーターも登場している。また、乗り降りを容易にするため、乗降口に水平部分を持たせた（踊り場のある）エスカレーターも出回っている。最近では操作を行うことで複数のステップが水平部分を構築し、車椅子を乗せられるものもある。
標準的な速度は毎分30メートルであるが、速度は調整することが可能である。実例としては、深い場所にある地下鉄駅で、最大の毎分40メートルに設定しているエスカレーターがある。逆に、一部の大型ショッピングセンターなどで、高齢者などへの安全を図って通常よりも遅く設定している場合もある。
横幅はステップ幅、欄干有効幅、全体幅があり、800型、1200型等の規格は欄干有効幅で決まる。
| ステップ幅        | 欄干有効幅        | 全体幅            | 備考                                                 |
| ----------------- | ----------------- | ----------------- | ---------------------------------------------------- |
| 604ミリメートル   | 800ミリメートル   | 1,150ミリメートル | 標準800型（全メーカーで生産）                        |
| 802ミリメートル   | 910ミリメートル   | 1,150ミリメートル | 数字は日立製作所製（日立製作所、フジテックで生産）   |
| 1,004ミリメートル | 1,200ミリメートル | 1,330ミリメートル | 数字は日立製作所（三菱電機、日立製作所、東芝で生産） |
| 1,004ミリメートル | 1,200ミリメートル | 1,550ミリメートル | 標準1200型（全メーカーで生産）                       |
| 1,095ミリメートル | 1,300ミリメートル | 1,550ミリメートル | 日立製作所で生産                                     |

機構的にエレベーターに比べ省エネルギーである。近年ではさらに進んで赤外線センサによって人の接近を検知し、利用時のみ稼働するものも増えている。特に郊外の鉄道駅に多い。完全に停止させてしまうと、上りと下りの判別が付きにくくなってしまうため、利用者がいない間は低速で運転し、利用者が来ると通常速度に切り替えるものも存在する。
木製のエスカレーターも存在し、欧米の古い建築物で見ることができる。しかし、老朽化や火災の原因となることもあり、減少傾向にある。特に1987年、英国ロンドンのキングス・クロス・セント・パンクラス駅の火災（キングス・クロス火災）は大災害となったことで知られている。

### 構成
- ステップ
  - 踏板：ステップのメインとなるところ
  - ライザ：ステップの蹴上げ部分

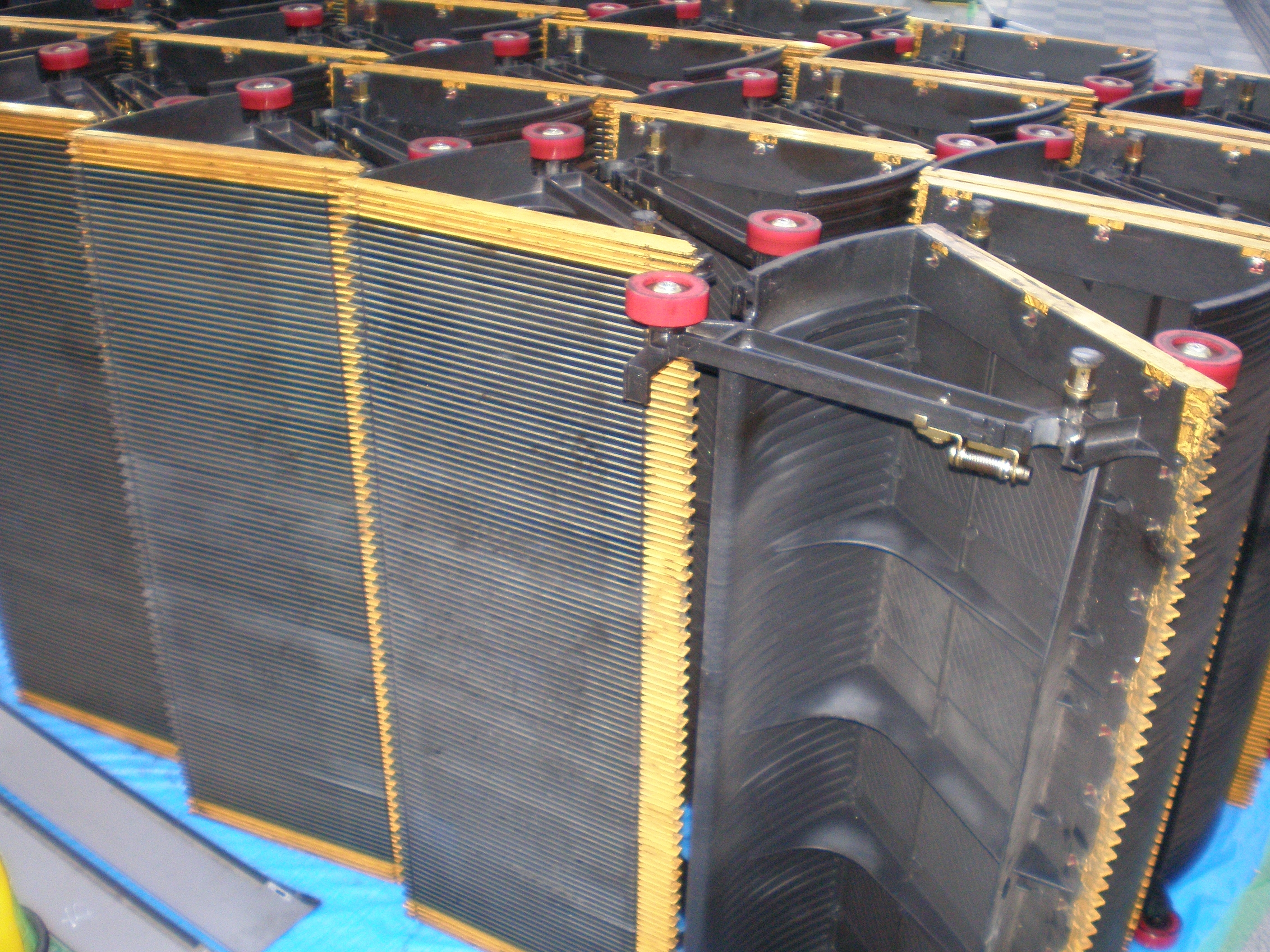
踏板

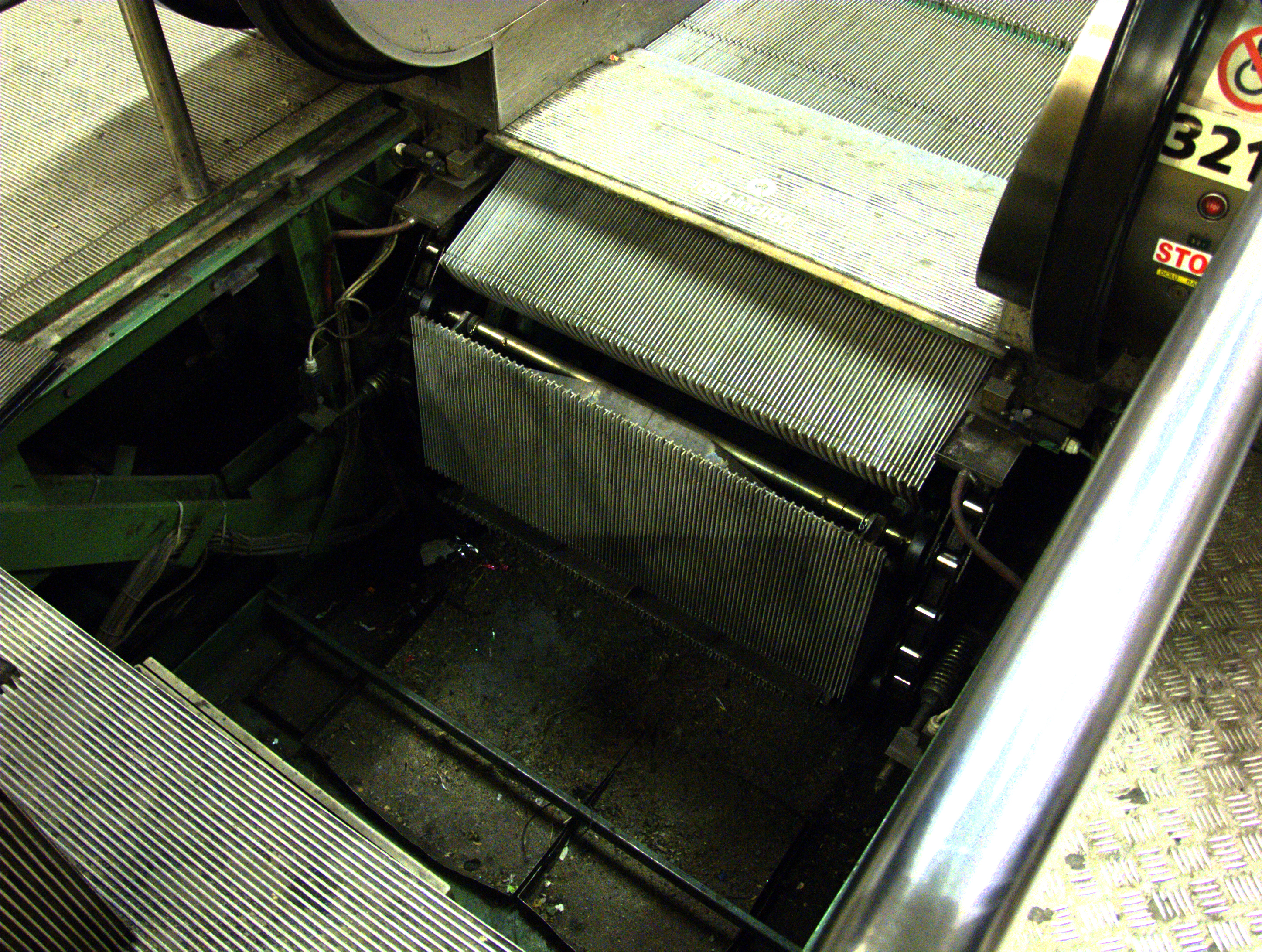
駆動ローラ

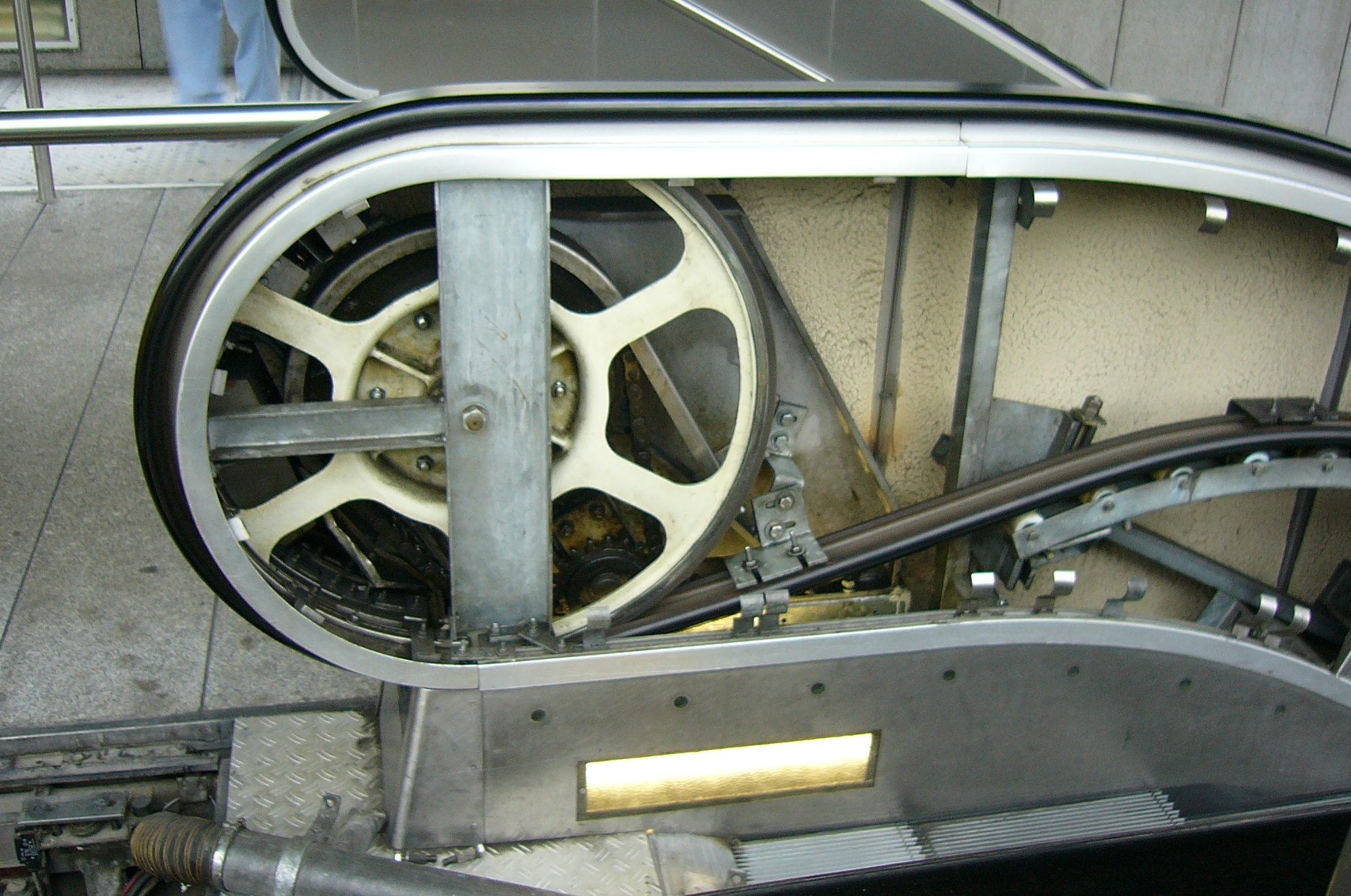
手すり駆動ローラ

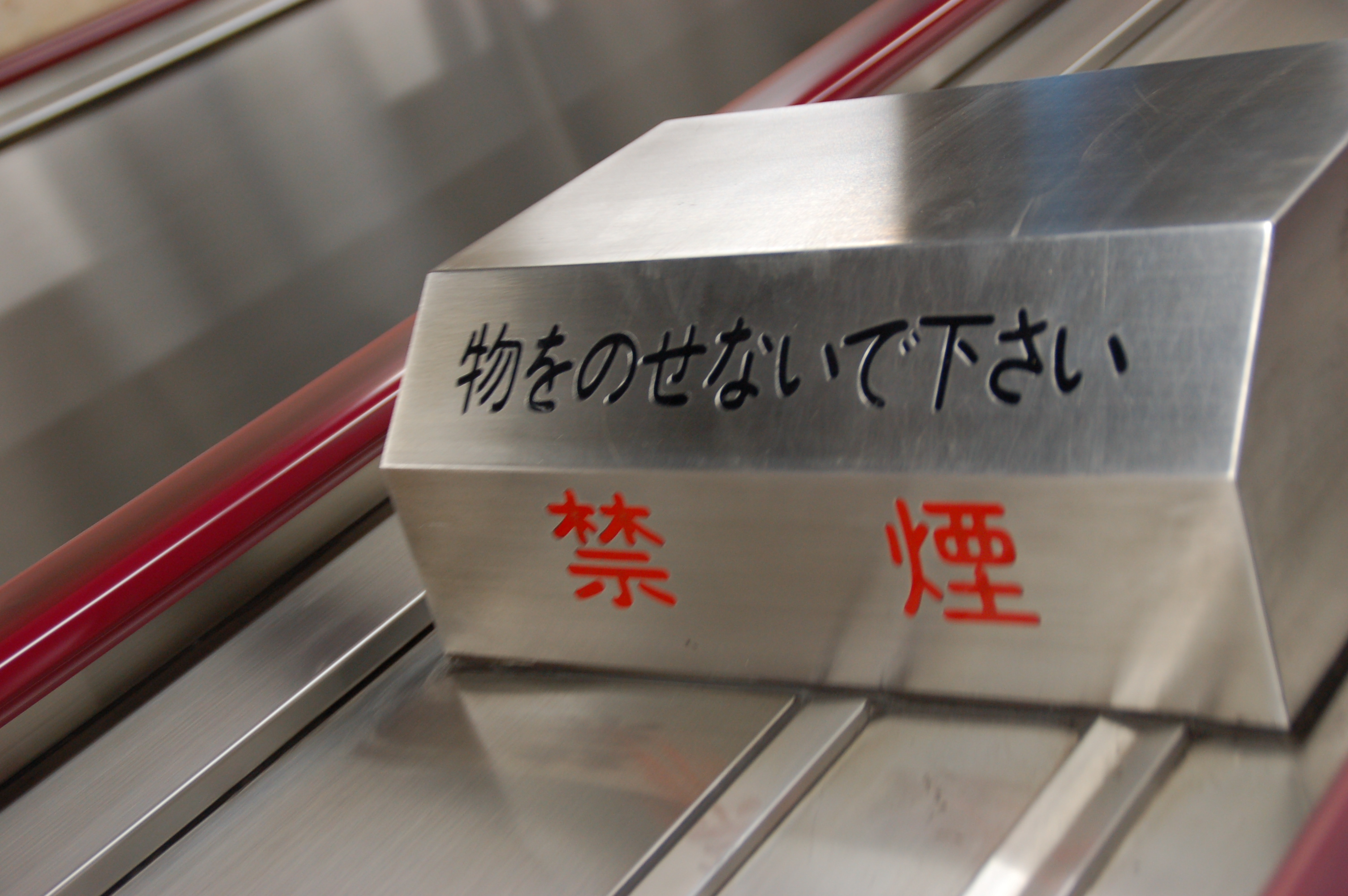
真ん中

  - ステップチェーン：ステップ同士を連結するチェーン
  - 駆動ローラ：ステップチェーンの左右についており、ステップを牽引するためのローラ
  - 追従ローラ：ステップの左右についており、踏板を水平に保つためのローラ
  - 駆動レール：駆動ローラを走行させるレール
  - 追従レール：追従ローラを走行させるレール
  - 車椅子専用ステップ：特殊ステップがフォークを利用して車椅子が乗れる大きさにできる。
  - スカートガード：ステップの両側の鉄板で、側面をふさぎ表面を平滑に保つ
  - コームプレート：ステップの出入口に取り付けられるくし状の板
- 駆動装置
  - 駆動ユニット：電動機と減速歯車からなり、ステップチェーンを走行させる
  - 駆動チェーン：駆動ユニットからステップチェーンに動力を伝達するチェーン
- 手すり
  - 手すり駆動ローラ：手すりを駆動させるためのローラ
  - 手すりチェーン：手すり駆動ローラを回転させ、手すりに動力を伝達するチェーン
  - 加圧ローラ：手すり駆動ローラと対になって手すりを表裏から挟み込み、手すり駆動ローラの摩擦力を確保するローラ
  - 手すり案内レール
  - インレット：帰路側への手すりの出入り口で、手や物の引き込まれを防ぐために安全装置が設けられる

### 機構の改良
エスカレーターはステップとステップの間に隙間があり、まれに乗っている人の衣類などを挟むことがあるため、衝撃を感知すると緊急停止する安全装置が設置されている。しかし、エスカレーターを駆け下ることなどで生じる瞬間的な振動により誤って緊急停止することがあった。そのため、JR東日本は2009年度から2015年度までにエスカレーターを改良し、安全装置がむやみに作動しないようにして誤作動を8割減らすようにするという。

## 事故

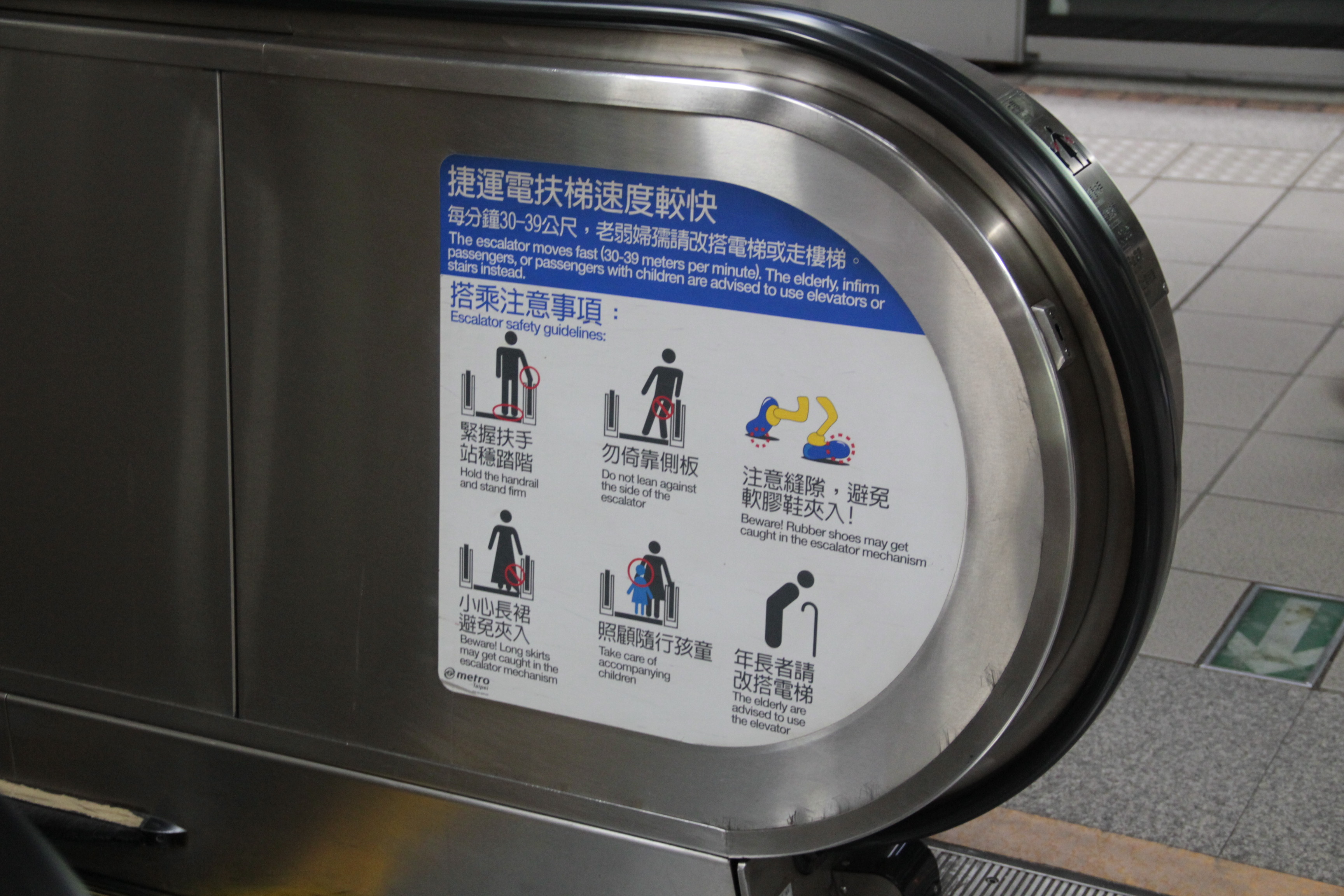
台北捷運によるエスカレーター利用にあたっての注意書き。手すりを捕まるような注意喚起から、ゴムサンダルやロングスカートの巻き込まれ注意、高齢者はエスカレーターではなくエレベーターを使うようにと言った事項が記載されている。

エスカレーター事故は機械の故障で起きることもあるが、多くの場合は乗客が安全に注意していれば事故には発展しない。以下によくある事故の形態を挙げる。

### 転倒

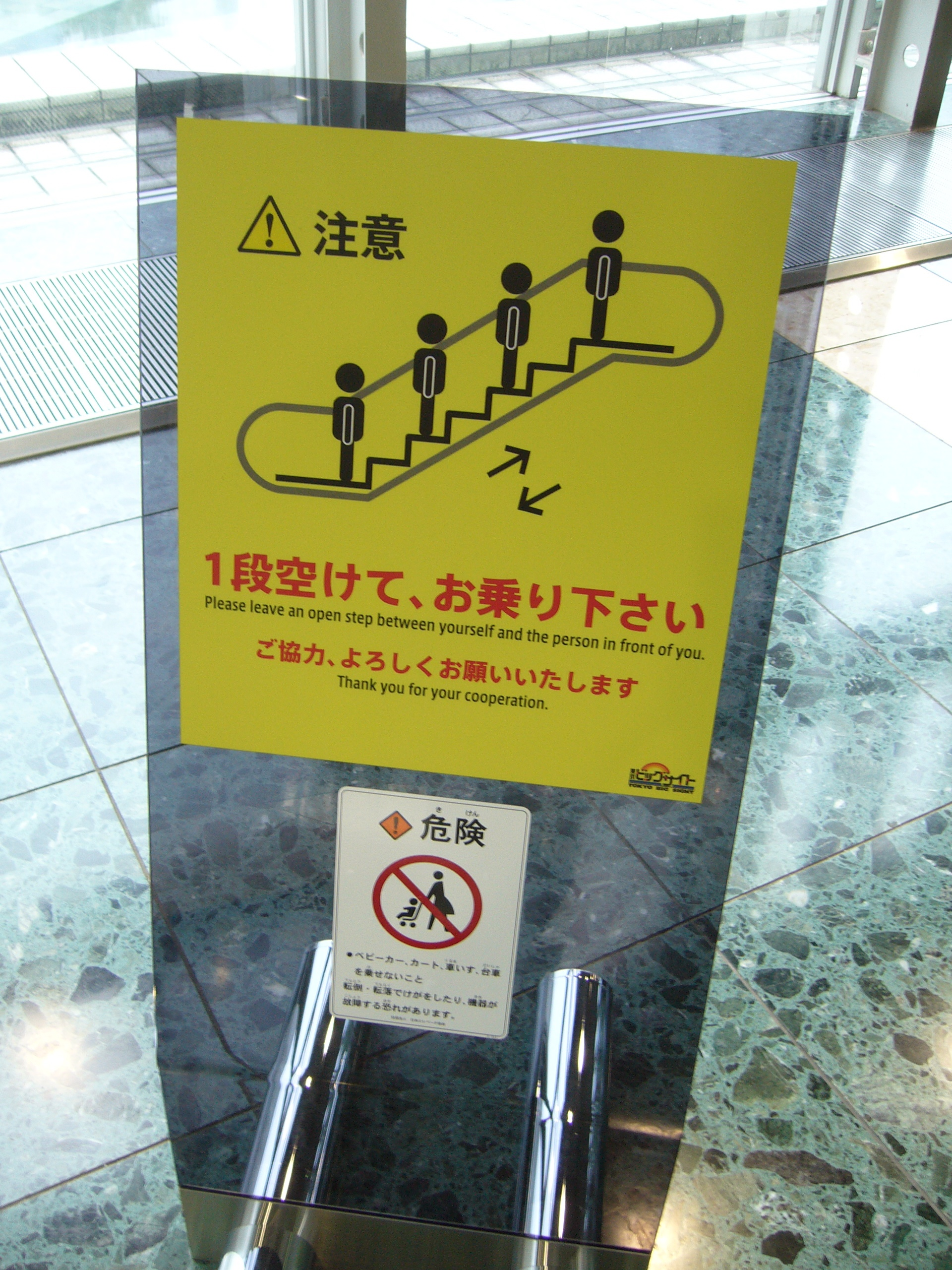
「1段空けて、お乗り下さい」と記載された注意表記
東京国際展示場（事故後の2009年撮影）

東京消防庁の調査ではエスカレーター事故の95%以上を占める。乗降口でうまく移動できずにつまずいたり、体勢を変える際にバランスを崩したりするなどの原因が多い。多くは重大事故に至らないが、後列の利用者を巻き込んで転倒した場合は、大きな怪我をさせることもあり、2014年11月28日に神奈川県茅ヶ崎市で、他の者の転倒に巻き込まれて1人が死亡する事故が起きている。このため、乗降口でうまく移動が出来ないような人に対してエスカレーターを使用しないように呼びかけている場合もある。
また、混雑時に機械の急停止や逆回転が起こった場合は将棋倒しなどの群集事故を引き起こすこともある。
中国では過積載による逆回転で、2010年12月14日に国貿駅で25人が負傷、2011年7月5日動物園駅で1人が死亡し30人が負傷する事故が起きている。

### 転落
エスカレーターに乗っている際に、手すりに寄りかかったり座ったりした場合バランスを崩して転落することがある。下層階の転落は負傷の原因となるが、ショッピングセンターなどの大型施設では吹き抜け部分にエスカレーターを設置することが一般的となっているため、高層階からの転落により死亡事故に至るケースも絶えない。
2008年9月13日、ノルウェーのリュングダールで11歳の少年がエスカレーターから転落して死亡した。2009年4月20日、スウェーデンのファールンで十代の少年がエスカレーターから転落して頭部に重傷を負い、間もなく死亡した。2009年6月26日、スウェーデンのヘルシンボリで成人男性がエスカレーターから転落して死亡した。以上3件はいずれも手摺に乗ったことが転落の原因である。
日本においても、2004年6月28日に兵庫県西宮市で4階から転落、2010年1月30日には神奈川県横浜市で4階から転落により死亡事故が発生している。
2009年4月には、東京都港区汐留のビルで、エスカレーターの手すりに後ろ向きに寄り掛かった男性が身体を持ち上げられ、エスカレーター脇の吹き抜けから約9m落下し死亡する事故が発生。2015年6月に、消費者庁の消費者安全調査委員会が事故の調査報告書において、誘導手すりや落下物防止板の設置の必要性や、ガイドラインの制定、法整備の検討などについて言及している。

### 挟まれ
エスカレーターは天井や梁などの構造物の横を通過するため、手すりの外に身を乗り出していた場合、手すりと構造物の間に身体が挟まれ、負傷の原因となることがある。生命に係る重大事故となりやすいため、防止のための法的規制も講じられており、日本の建築基準法令においては、エスカレーターと天井が交差する部分に保護板を設置することが義務付けられている。
2002年6月15日、アメリカ合衆国メリーランド州コロンビアのJ.C.ペニーで、同従業員（24歳）がエスカレーターで1階から2階に上がろうとした際、天井とエスカレーターの間に首を挟まれ死亡した。
日本においても2007年10月16日に神奈川県平塚市に所在する西友平塚店にて、天井と手すりに頭を挟まれた児童が重傷を負った。原因はエスカレーターを製造したシンドラーエレベータによって設置された、法令要件を満たさない保護板だったとされるが、エスカレーター設置時には民間確認検査機関であるイーホームズの完了検査をパスしており、イーホームズにも責任の所在があるとして同社も書類送検された。
また珍しい例としては、2011年12月21日に神奈川県川崎市でエスカレーター脇に捨てられたゴミと手すりの間に手が挟まり、手指が切断される事故が起きている。2013年4月24日には秋葉原駅において、手すり下部のレールが利用者の荷物の接触で変型し、手すりとレールの間に指を挟まれる事故が起きた。

### 巻き込み
動作しているエスカレーターのいずれかの部分に衣服などが挟まった場合、そのまま身体が巻き込まれる場合がある。昇降口の通路との接続部分や踏板側面の隙間に巻き込まれる場合が多いが、時にはステップの櫛板に引っかかってしまう場合もある。防止のための法的規制も講じられており、日本の建築基準法令においては建築基準法施行令において、巻き込みが起こった場合の自動停止装置の設置が義務づけられている。インドでは女性の着るサリーの裾が巻き込まれる危険があるため「サリーガード」と呼ばれる器具が設置されている。
2004年12月31日、台湾の市政府駅 (台北市)では女性の頭髪がエスカレーターに巻き込まれ、頭に20針の大怪我を負った。2005年2月21日、エルサルバドル人の寿司職人 Francisco Portillo は、アメリカ合衆国ボストン地下鉄のエスカレーターにシャツが巻き込まれ、首が締め付けられて死亡した。申し立てによると彼はその時に酔っ払っていた。
日本においては2005年から2010年頃に流行したクロックスがエスカレーターに巻き込まれる事例が急増し、負傷者が続出したことがあった。

### その他 設備の不具合

#### 火災
1987年、英国ロンドンのキングス・クロス・セント・パンクラス駅で、古いエスカレーターの機械部分から発火し、切符売り場のホールで爆発が起きて31名が死亡した（キングス・クロス火災）。この火災は、エスカレーターの保守点検を正しく厳密に行う必要性と、放っておくと機械にはホコリが溜まる性質があることを改めて明らかにした。駅が公共機関（ロンドン地下鉄）のものであること、かなりの死傷者が出たことから、この事故には多数の非難と抗議が集中し、被害者およびその家族から全ての木製エスカレーターの撤去を要求する声があがった。公式の調査報告によれば、火災はくすぶりながらしばらくの間気づかれずに徐々に進行し、トレンチ効果と呼ばれる現象によって切符売り場ホールで爆発することになったと結論付けられた。火災の根本原因はタバコの火の不始末だった。エスカレーターの機械室には約8800キログラムものデトリタスがあり、これが導火線の役割を果たし、ベニヤ板、紙やプラスチック製の広告、塗料の溶剤、ホールの合板などに引火し、さらにメラミン粒子が空気中に拡散したために爆発へと発展した。この火災の結果、ロンドン地下鉄ではグリーンフォード駅のものを除いて全ての木製エスカレーターを撤去した。また、各駅の地下部分は完全禁煙とされ、その後、全駅が完全禁煙となった。
エスカレーターは防火上は竪穴区画であり、スプリンクラーや防火シャッターを設置したり、防火壁で囲んだりする等の対策が施される。過熱の危険を防ぐため、電動機や機械部分が設置されたスペースには換気機構が必要となる。
2014年10月には日本の大阪市において、夕方の通勤・通学で混雑する南海難波駅で、3Fの改札外とショッピングモールのある1Fとをつなぐエスカレーターから出火する事故が起きている。

#### 施工不良
2011年3月11日と同年4月7日、東北地方太平洋沖地震（東日本大震災）とその余震によってイオンタウン仙台泉大沢の2基、イオン仙台幸町ショッピングセンターの1基、イオン郡山フェスタ店の1基が下層のエスカレーターを押し潰す形で落下した。
2008年（平成20年）8月3日、東京国際展示場（東京ビッグサイト）西展示棟で行われたワンダーフェスティバルで、上りエスカレーターが逆回転し、約50人が転倒、10人が負傷する事故が起きた。防犯カメラの映像から、事故発生当時は会場の混雑により1枚の踏板に3〜4名が載る過積載の状態となっており、それが事故の主因となったものとして疑われた。その後、集客力の大きいイベントではエスカレーターの利用そのものを制限する動きが見られるようになった。2015年1月に公表された事故調査の結果では、過積載の状態ではあったものの製品の性能や安全性を大きく損なうほどのものではないとされ、モーターを固定するボルトの緩みやブレーキの制動力不足など、設備の施工不良に起因する事故であったとされている（「ワンダーフェスティバル#エスカレーター事故」も参照）。

#### 設定不良
1982年2月17日、ソビエト連邦（当時）の首都を走るモスクワ地下鉄のアヴィアモトルナヤ駅でエスカレーターが崩壊し、8名が死亡、30名以上が負傷した。夕方のラッシュ時の乗客の荷重により駆動ローラが急回転し始めた際、不正に設定されたサービスブレーキにより回転を止められなかったことが原因として非難された。

#### 強度不足
最も珍奇な事故としては、2015年7月26日に中国荊州市の安良デパートで発生した「喫人電梯」事故がある。エスカレーターの踏板が突如抜け、乗っていた女性が駆動ローラの内部に巻き込まれて死亡したものである。踏板から落ちた女性が上半身だけ出して近くの服務員に助けを求めるが、そのまま中へと巻き込まれていく様子を映した監視カメラの映像が公開されたため、大きな衝撃を呼んだ。

### 事故と訴訟
1930年代にも、エスカレーターが原因で子供が負傷したとして百貨店が訴えられる事件が発生している。このような訴訟は多くが却下されている。また近年ではエスカレーターの安全に関する規制が強化されてきたため、訴訟そのものも減っている。

## 安全対策
乗客の安全を強化するため、最近のエスカレーターにはいくつかの安全強化策が施されている。次に挙げたのは ASME A17.1 で規格化されている安全対策である。
- すべり止め : エスカレーターの手摺部分に出っ張りをつける。物や人が金属製の表面をすべり落ちないようにするための対策である。
- くし板衝撃スイッチ : ステップとくし板の間に何かが挟まると、エスカレーターを停止させる。
- 巻き込み防止ブラシ : 動くステップとスカートガードの間に連続な硬いブラシを設置するもの。衣服や靴が巻き込まれるのを防ぐ役目を担う。
- 緊急停止ボタン : エスカレーターの上端と下端にある赤いボタン（機種によっては手摺にもある）で、押すことでエスカレーターを緊急停止できる。透明なカバーで保護されていることが多い。再起動するには鍵が必要である。
- 手摺を延長する : 動くステップに乗る前から手摺をつかむことができ、乗降に際して安全性が増す。
- 平らなステップ : 動く歩道のように、最初と最後の2、3ステップを平らにする。これも乗降に際しての安全性を増す対策のひとつである。特に長いエスカレーターに多い。
- 手摺引き込み口のスイッチ : 手摺のベルトが引き込まれる部分にセンサーを設置し、そこに異物がある場合エスカレーターを停止する。
- 手摺速度センサー : 光学式のセンサーで、手摺の速度とステップの速度に差が生じると警報を鳴らし、その後自動的にエスカレーターを停止させる。
- ステップ欠落検知器 : 光学式または機械式のセンサーで、欠落したステップを検知するとエスカレーターを自動的に停止させる。
- ステップの端をやや高くする : 乗客があまり端に寄って乗らないようにする効果がある。
- 安全標識 : エスカレーターの入口部分の両脇などに設置する。
- センサースイッチ : 人間が1段目に乗ったことを検出して自動的にエスカレーターを起動し、誰も乗っていないことを検出すると自動的にエスカレーターを停止させる。
- ステップ境界照明 : LED照明などでステップとステップの境界を下から照らすことで、乗客に注意を喚起する。
- ステップ境界線 : 同様にステップを個々に目立たせるために通常黄色の線をステップの端に描く。塗料ではなくプラスチック製の場合もある。
- ステップ衝撃センサー：ステップに一定以上の衝撃が加わると、エスカレーターが自動的に緊急停止する機能。

## 歴史

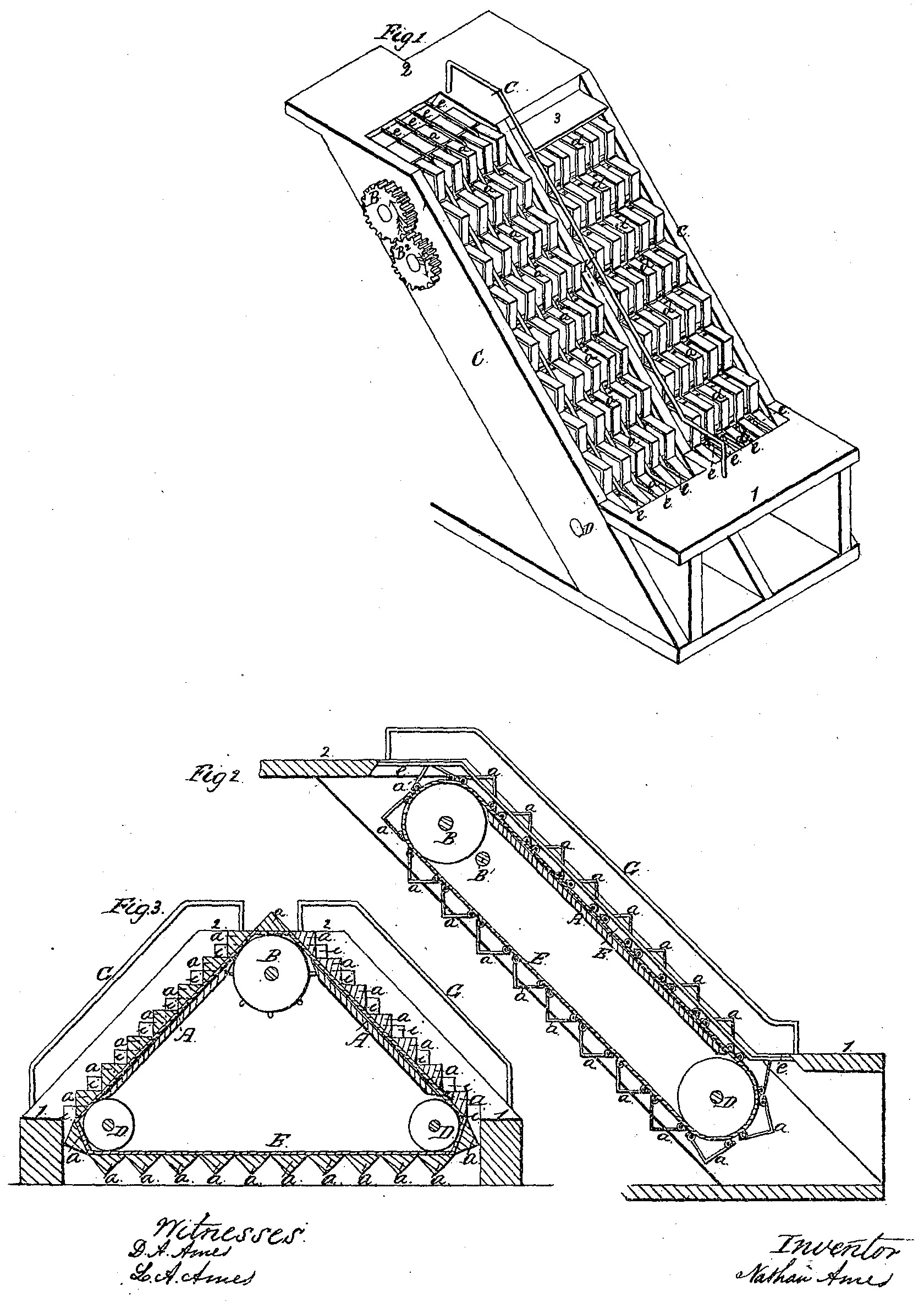
米国特許 #25,076: Revolving Stairs の図面。ネイサン・エイムズ（1859年8月9日）。

エスカレーターの特許を最初に出願したのは米国マサチューセッツ州ソーガスのネイサン・エイムズで、1859年のことである。ただし、その設計に基づいて実動するエスカレーターが製作されたことはない。"revolving stairs"（回転階段）と名付けたその発明は思索的なもので、特許明細にはどういう材料で製造するかも書かれておらず、用途も明確でなかった（木材や布張りでも製作可能であること、住居内で足腰が不自由な人の補助として使えるかもしれないということは記してある）。その機構の動力源としては、人力や水力を示唆していた。
1889年、レモン・ソウダー (Leamon Souder) がエスカレーター式の "stairway" と名付けた機器の特許を取得した。一連の段とリンクで構成された機器だが、実物が製作されることはなかった。ソウダーは全部で4種類の形状のエスカレーターについて特許を取得しており、うち2件は螺旋階段状のエスカレーターについてのものだった（米国特許番号 723,325 と 792,623）。
1892年、ジェシー・W・リノが "Endless Conveyor or Elevator"（無限コンベヤまたはエレベーター）と題した特許を取得した。その数ヵ月後、ジョージ・A・ホイーラーがさらにエスカレーターらしいアイデアの特許を取得したが、これは製作されなかった。ホイーラーの特許を買い取ったのがチャールズ・シーバーガーである。シーバーガーはホイーラーの設計からいくつかの特徴を取り入れ、オーチス・エレベータ・カンパニーで1899年に試作品を製作した。
リノは世界初の実動するエスカレーターを製作し（彼自身はこれを "inclined elevator"すなわち「傾斜エレベーター」と呼んでいた）、1896年にニューヨーク市のコニーアイランドにあった Old Iron Pier に設置した。この機器は傾斜したベルトの表面に鋳鉄製の羽根板またはクリート (cleat) が並んでいて、それを牽引に使うという簡単な構造であり、25度の傾斜だった。数カ月後、同型の試作品が数カ月の試用期間を経てブルックリン橋のマンハッタン側に設置された（リノはオーチス・エレベータ・カンパニーに入社し、彼の特許を全て同社に売却後退職）。リノの設計形式のエスカレーターはBig Dig プロジェクト（1991〜2006）により撤去されるまでボストン地下鉄で使われていた。スミソニアン博物館はリノの設計形式の1914年製のエスカレーターをアメリカの歴史的遺物として再組み立てを検討したが、「ノスタルジア以上に運送と組み立てのコストが膨大になる」という理由で実施されなかった。
1895年5月頃、チャールズ・シーバーガーは1892年にホイーラーが特許を取得したものとよく似たエスカレーターの設計を開始した。この機器は平らな動く階段であり、ある重要な細部が今日のエスカレーターと異なっているだけだった。それは、各段の表面が滑らかで現在のエスカレーターのように櫛状の凹凸がなく、先端部分で乗客の足を安全に送り出す機構がなかった点である。そのため、乗客は横にひょいと跳んで降りる必要があった。それを容易にするため、エスカレーターの先端は手摺が途切れても（小型の動く歩道のように）水平にしばらく続き、それから三角に中央が突き出た "divider" と呼ばれる部分に飲み込まれる形になっていた。シーバーガーは1899年にオーチス・エレベータ・カンパニーと手を組み、フランスのパリ万国博覧会 (1900年)に出展し、1等賞を勝ち取った。パリ万博にはリノの傾斜エレベーターも出展された。他に James M. Dodge と Link Belt Machinery Co. や、フランスの Hallé と Piat という2社もエスカレーターを出展した。
Piat社は1898年11月16日、段のないエスカレーターをハロッズのナイツブリッジ店に設置したが、同社は百貨店側に特許権を引き渡してしまった。Bill Lancaster の The Department Store: a Social History によれば、「（初めてエスカレーターを）体験した客はそれによってへたり込み、店員が配った気付け薬とコニャックでやっと元気を取り戻した」という。このハロッズのエスカレーターは「224個の部品から成る」連続な皮革製ベルトであり、「強く連結されていて、上へと動いていく」もので、イングランド初の「動く階段」だった。
ヨーロッパでは他にHocquardt社が1906年に Fahrtreppe（ドイツ語でエスカレーターの意）の特許権を得ている。Hallé社はパリ万博後もエスカレーターの販売を続けていたが、最終的に大企業に押しのけられる形となった。
20世紀前半、いくつかの企業がエスカレーター製品を開発製造したが、販売に際しては商標権を持つオーチス以外はエスカレーターという名称を使えなかった。ニューヨークを拠点とするPeelle社は Motorstair、ウェスティングハウスは Electric Stairway、トレドを拠点とする Haughton Elevator 社は Moving Stairs と称した。
コネ社とシンドラー社がエスカレーター市場に参入したのはオーチスから遅れること数十年だったが、徐々にシェアを伸ばしていった。現在では、この2社と三菱電機がオーチスの主なライバルとなっている。
シンドラー社はエスカレーター市場では世界第1位、エレベーター市場でも世界第2位となっているが、同社がエスカレーター市場に参入したのは1936年のことである。1979年、シンドラーは Haughton Elevator を買収することでアメリカ合衆国に進出した。その9年後にはウェスティングハウスの北米のエスカレーター/エレベーター部門も傘下に収めた。
コネ社は本来はエレベーターを得意とし、1970年代に国際的買収を繰り返して成長した。スウェーデンのエレベーター業者 Asea-Graham を初めとして、フランスやドイツやオーストリアの小さめの企業を買収し、その後、ウェスティングハウスのヨーロッパのエレベーター部門を傘下に収めた。エスカレーター市場には Montgomery Elevator Company を買収し、オーレンシュタイン・ウント・コッペルのエスカレーター部門を取得してから本格的に参入した。

## 利用シーンと注意

### 目的と設置場所
エスカレーターの設置目的は大別して、
- 段差（高低差）の大きい場所における利用者の肉体的負担の緩和
- 交通量の多い階段における利用者の円滑かつ安全な移動の促進
- バリアフリーの観点から、高齢者などの弱者に配慮して設置する場合
  - 台湾などでは安全保持の観点から、エレベーターも併設されている場所については高齢者や妊婦、障害者等の行動不便者に対してエスカレーターを使わないように呼びかけている[51]。日本では横浜高速鉄道が同様の呼びかけを行っている[52]。

などがある。ただし、階段に比べて非常に高価であり、保守点検等コストも掛かる事から、設置場所は主に百貨店、地下街やショッピングセンターなどの商業施設、鉄道駅、空港、港のフェリーターミナルなどの交通機関の乗り場、病院やホテルなどの大型施設に限られる。

### 片側空け

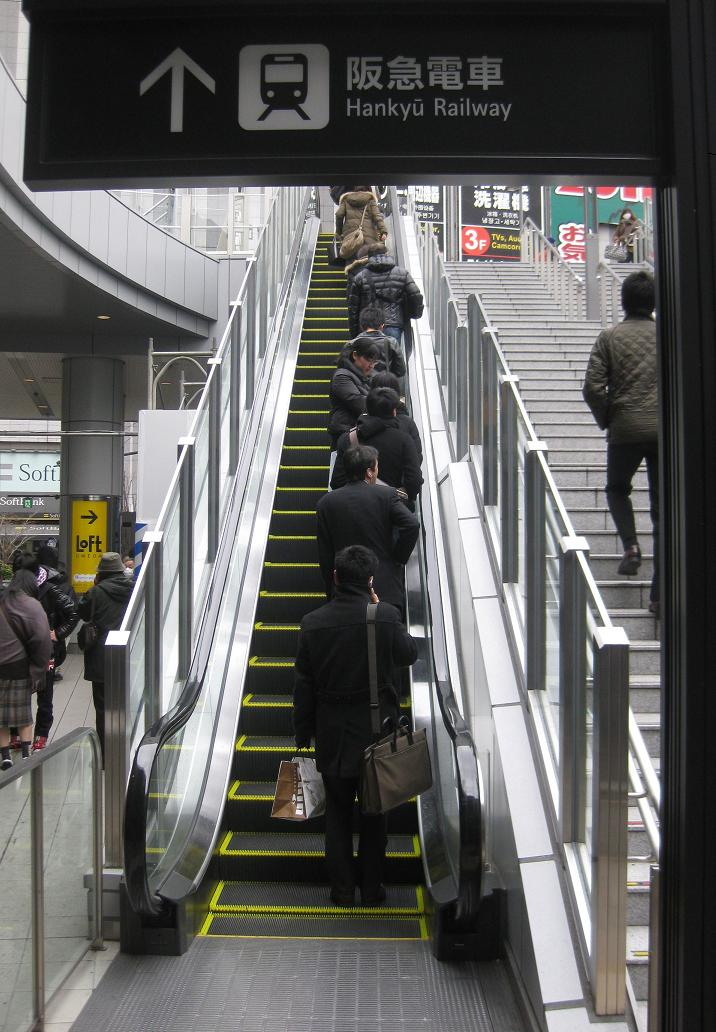
大阪市梅田のエスカレーター。左側が空けられている。

先を急ぐためエスカレーター上を階段のように歩く人のため、幅が2人分以上あるエスカレーターの片側を空ける慣習やマナーが存在する地域が、日本を含む世界各地にある。イギリスやアメリカ合衆国、台湾、香港 などの混雑の激しい駅などでは、急ぐ人のために左側を空けることがマナーとなっている。オーストラリアやニュージーランドでは、逆に左側に立って右側を空けることがマナーとなっている。
しかしながら、カナダのトロントや日本の鉄道事業者など、いくつかの交通機関では、安全性の問題から、エスカレーターでの歩行を禁止している。後述するように、日本では歩行禁止を条例で呼びかけている地方自治体もある。

## 日本におけるエスカレーター

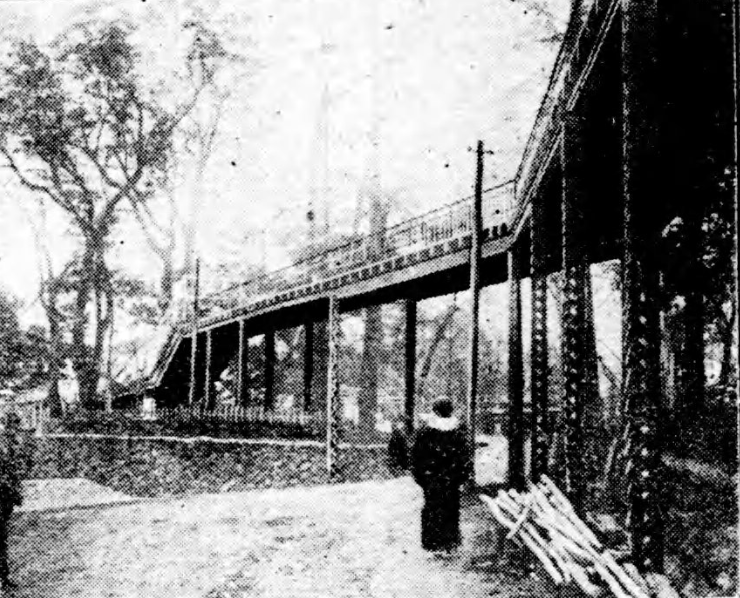
東京大正博覧会会場に設置されたエスカレーター（1914年）

日本では、1914年（大正3年）3月に開催された東京大正博覧会において、初めて設置された。上野の山に設けられた博覧会第一会場の正門から第二会場の池之端までの連絡路として設置され、長さ約240mであった。途中は鉄橋状となり、上野東照宮の桜並木を見下せ、乗るのを怖がる者もあったが、1人10銭と有料だったのもかかわらず盛況だった。発動機は池之端側が高さ約9m、30馬力で、上野側が高さ6m、25馬力のものが設置され、最大輸送力は毎分80人、昇降合わせて毎分160人とされた。また、第二会場に建つ鉱山大模型館の中には約15mのエスカレーターが設置され、不忍池を展望できた。
また同年9月15日には、三越日本橋店の新館に常設のエスカレーターが完成。同年10月1日のオープンに合わせて使用が開始された。日本の百貨店へのエスカレーター普及期にあっては、エスカレーターの脇にエスカレーターガールという女性が立って乗り込みの案内をしていたことがあった。
現代では広く普及し、日本エレベーター協会会員企業がメンテナンス契約をしている国内のエレベーターは7万246基ある（2021年3月時点）。
日本で最も長いエスカレーターは、香川県丸亀市にあるニューレオマワールドのエスカレーター「マジックストロー」が高低差42m・全長96mで、日本一となっている。なお、和歌山県那智勝浦町のホテル浦島の3基乗継ぎのエスカレーター「スペースウオーカー」は、高低差約80m（地上1階から32階まで）、全長154m。広島市南区段原にある車椅子も乗車可能な比治山スカイウォーク（ひじやまスカイウォーク）は、動く歩道：77mまでいれると総延長：207.4m、高低差：37.5m。
最も短いエスカレーターは、神奈川県川崎市のJR川崎駅前の地下街アゼリアと川崎モアーズ地下2階を結ぶエスカレーター「プチカレーター」（アゼリアはモアーズの地下1階と地下2階の間に接する）で、ステップ5段分しかなく、高低差83.4cm。1991年度版ギネスブックに掲載されている。
通行料を徴収するものもわずかに存在する。日本初の屋外エスカレーターとして1959年に開業した神奈川県藤沢市江ノ島の「江の島エスカー」、福島県会津若松市にある「飯盛山スロープコンベア」、徳島県鳴門市にある「エスカヒル・鳴門」内のエスカレーターがある。

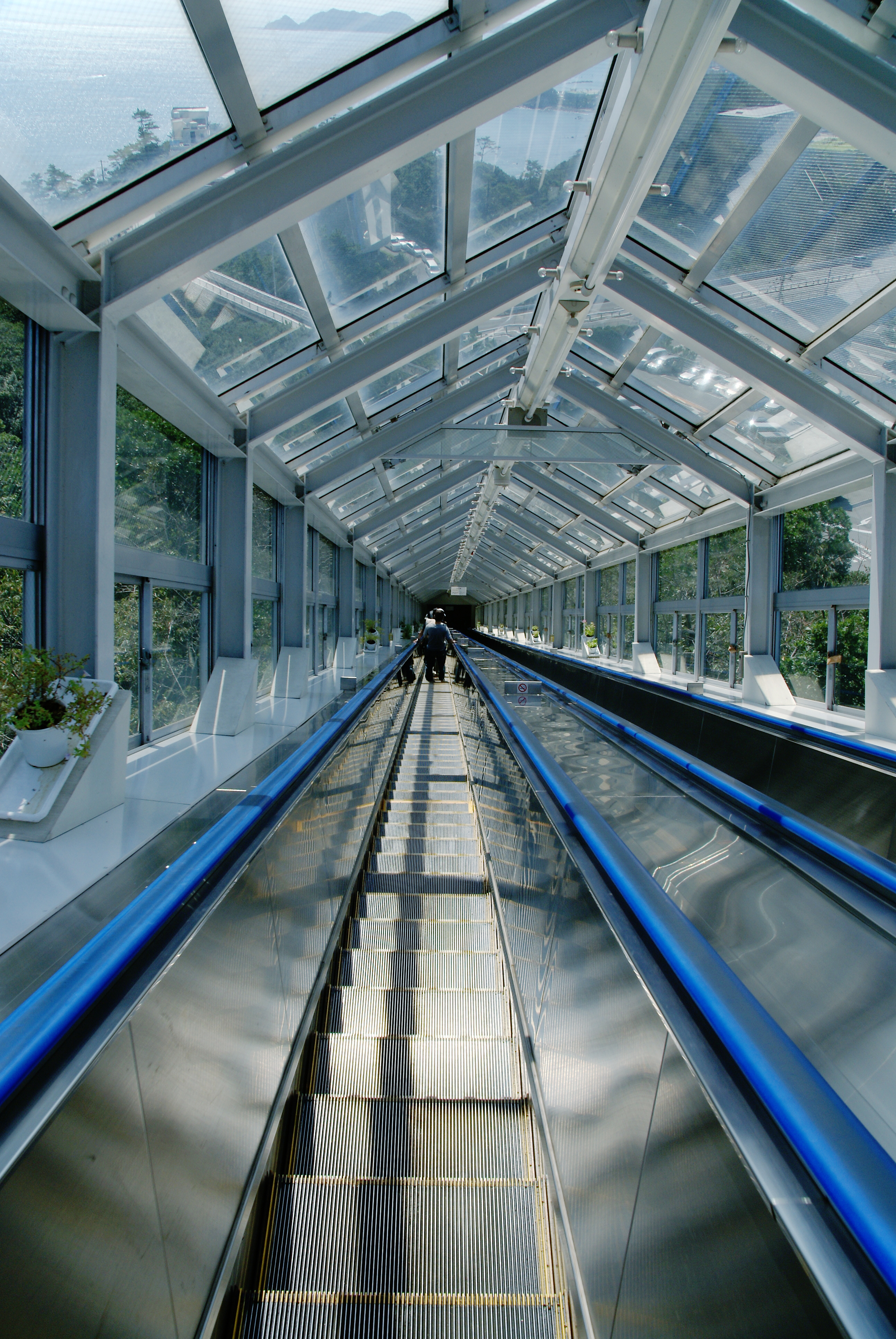
エスカヒル鳴門
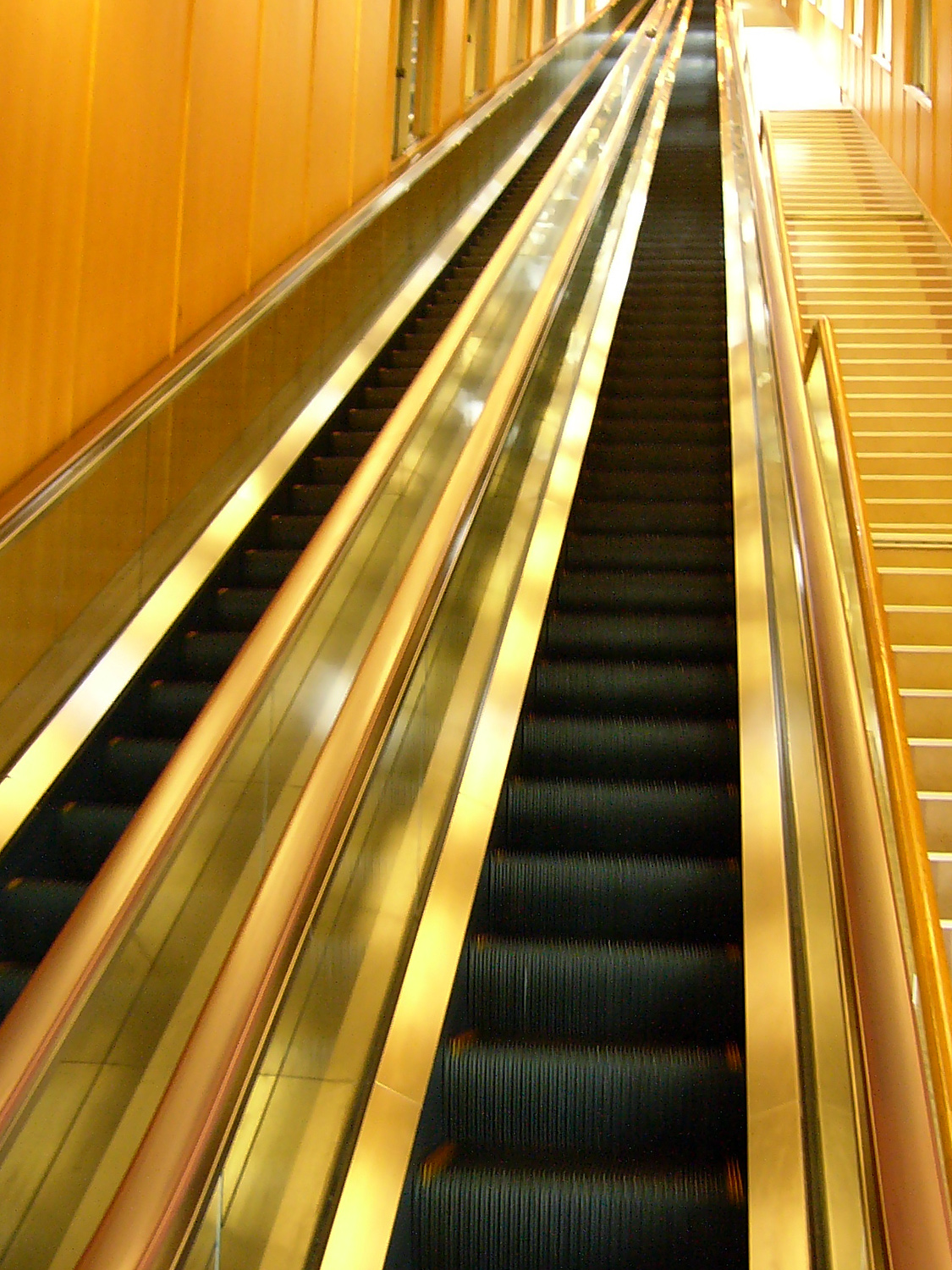
ホテル浦島の「スペースウォーカー」（一段目）
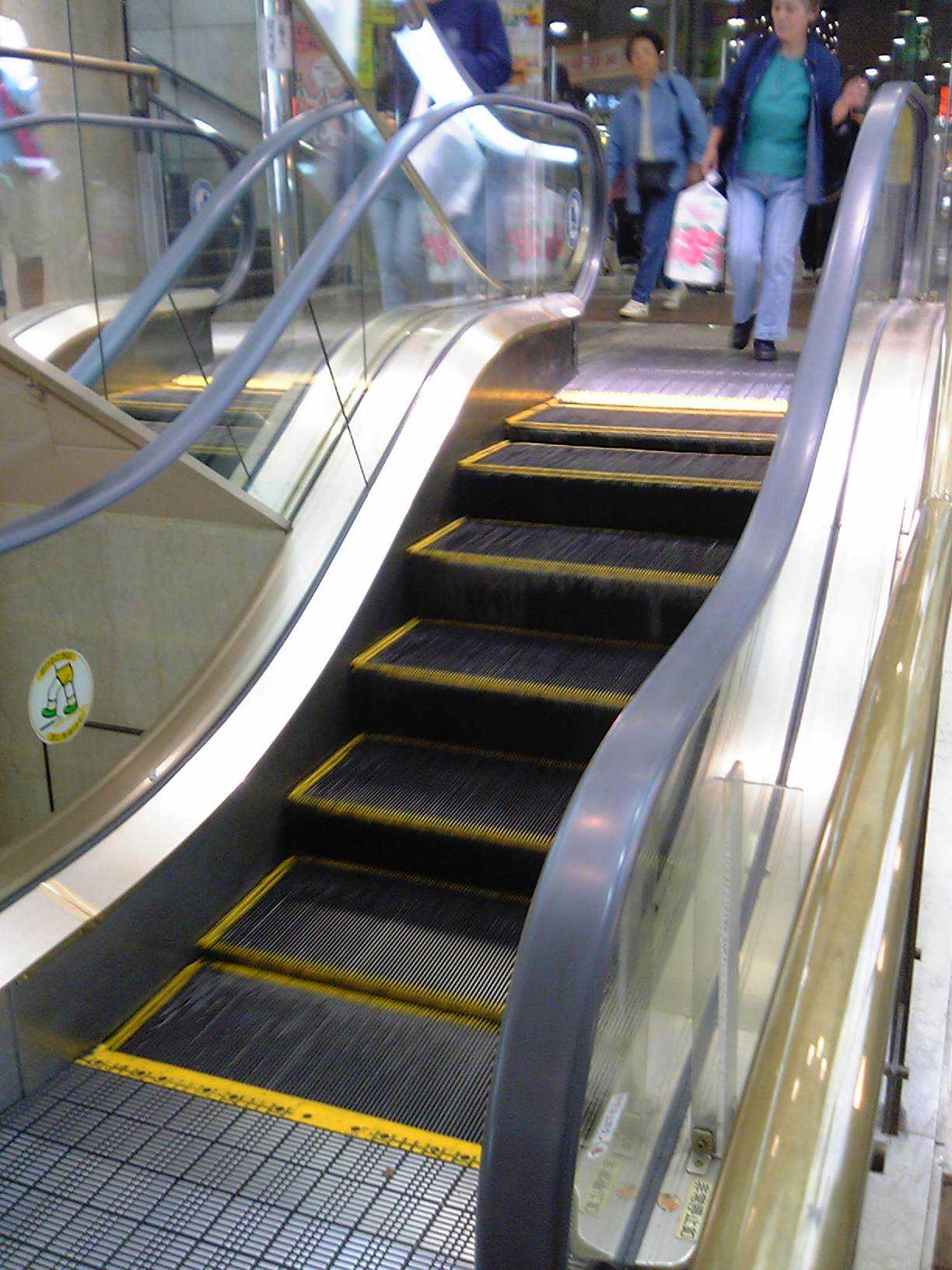
川崎モアーズにある世界一短いエスカレーター
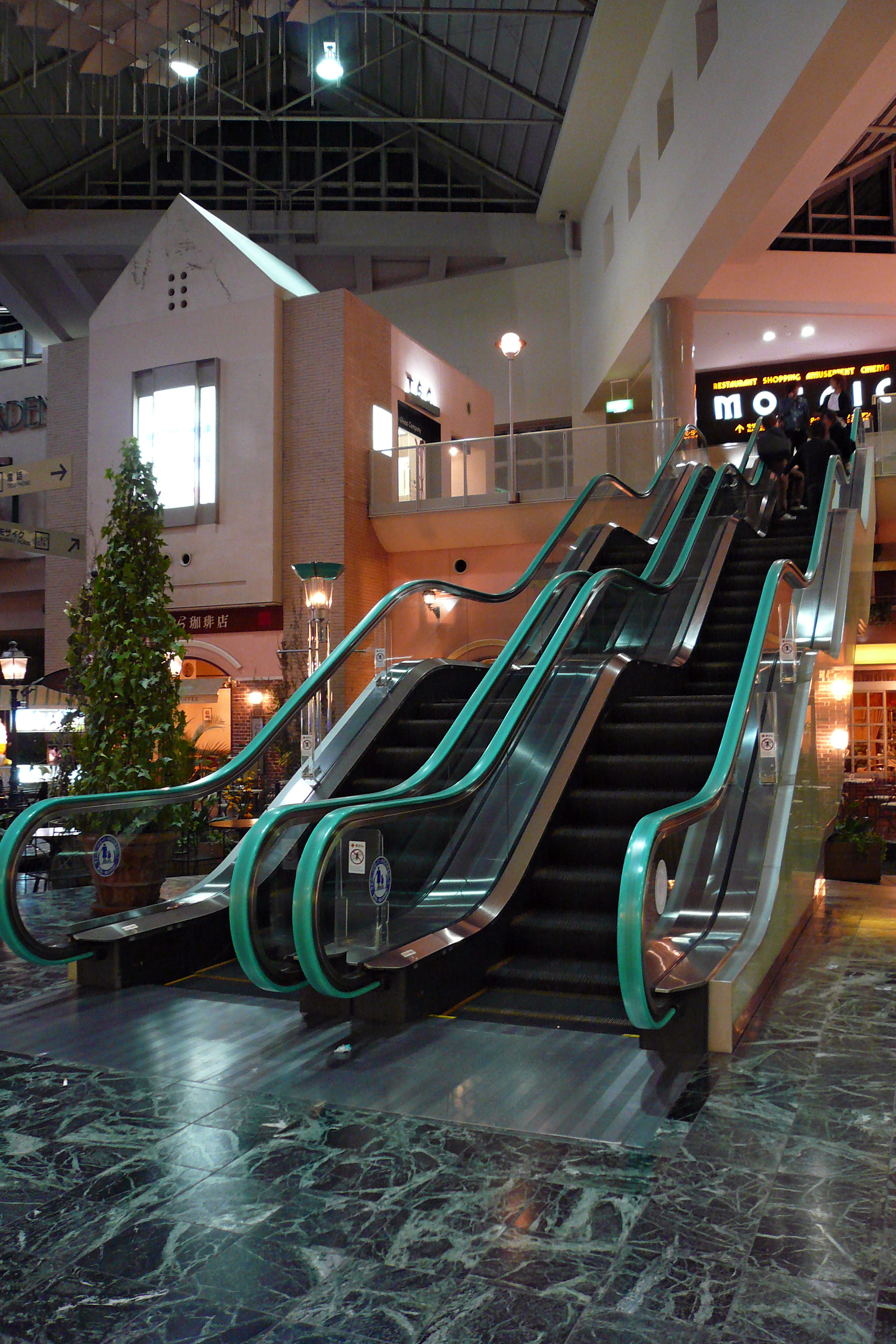
踊場のあるエスカレーター（神戸モザイク）
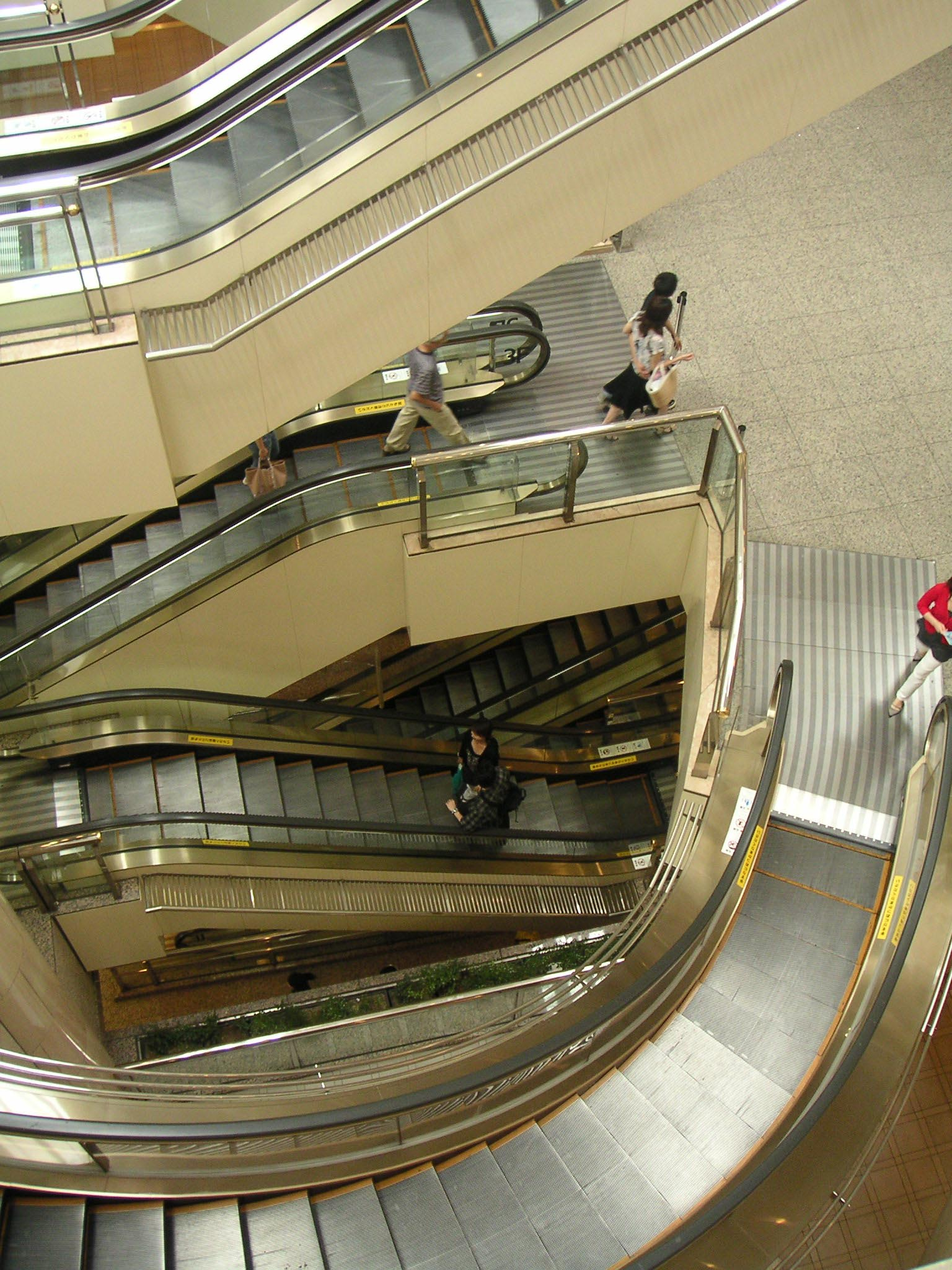
ランドマークプラザにある曲線型エスカレーター（写真下）
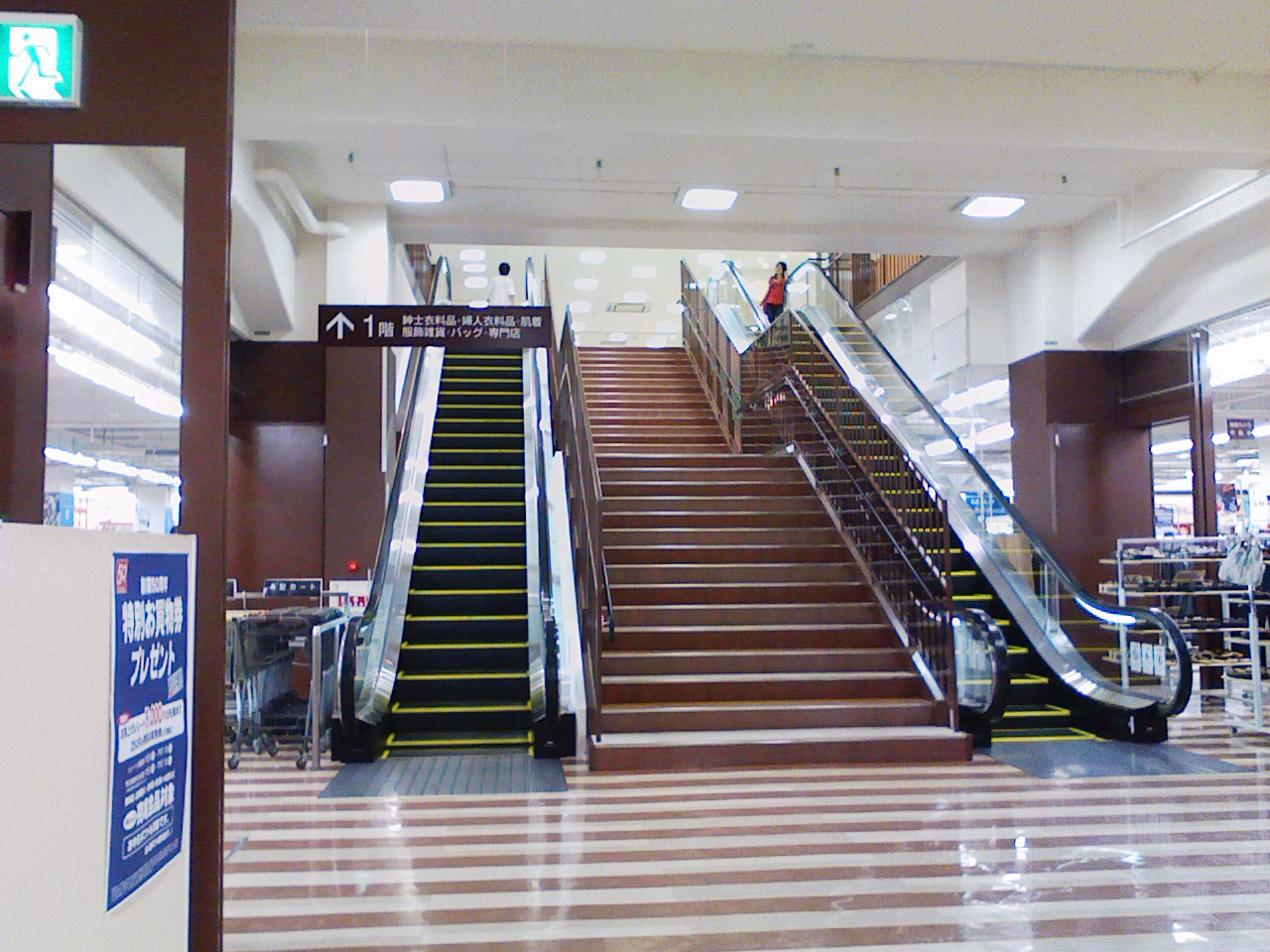
直線型エスカレーターと階段が併設されているスーパー
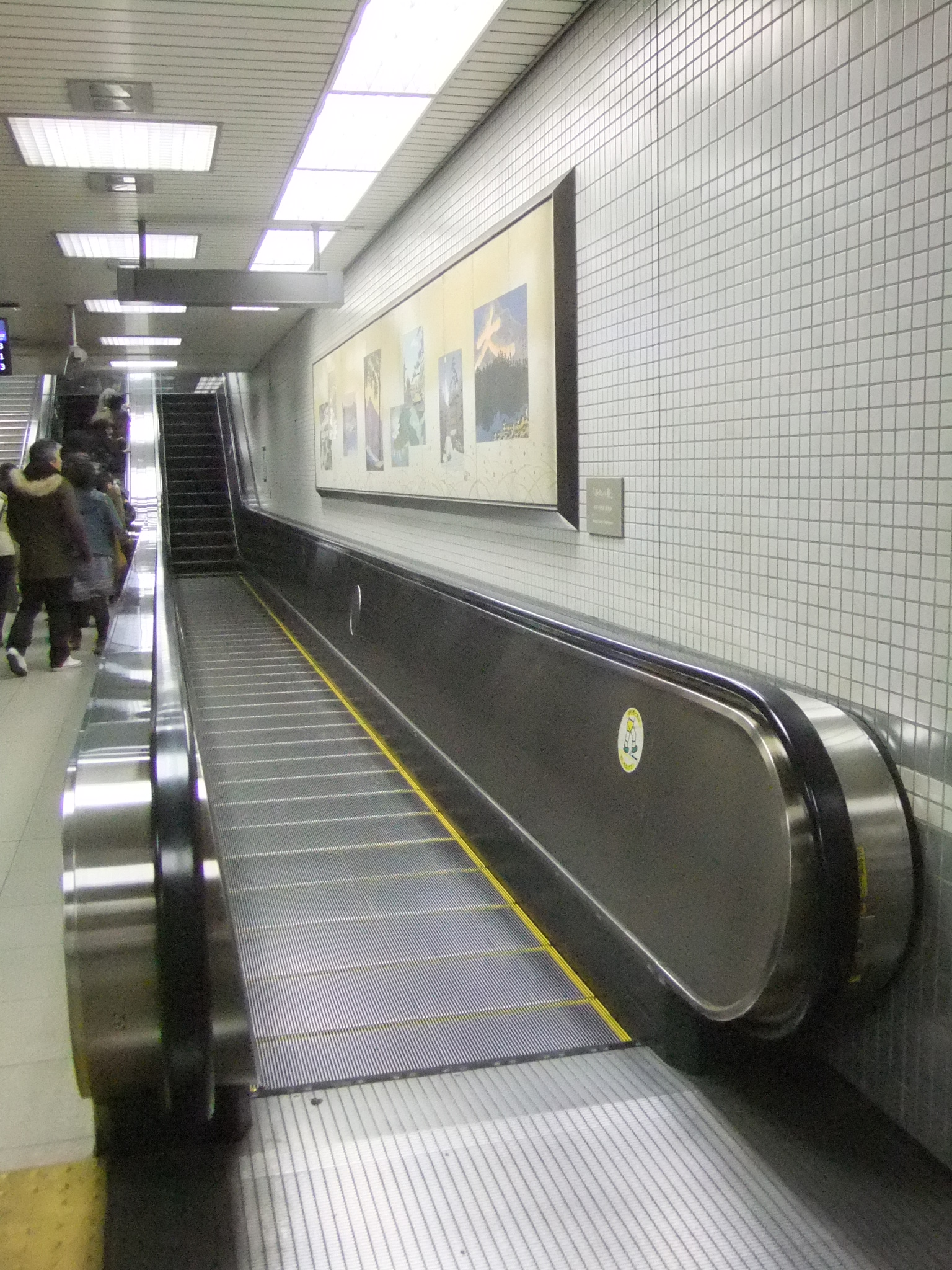
途中から動く歩道となるエスカレーター（京阪出町柳駅）
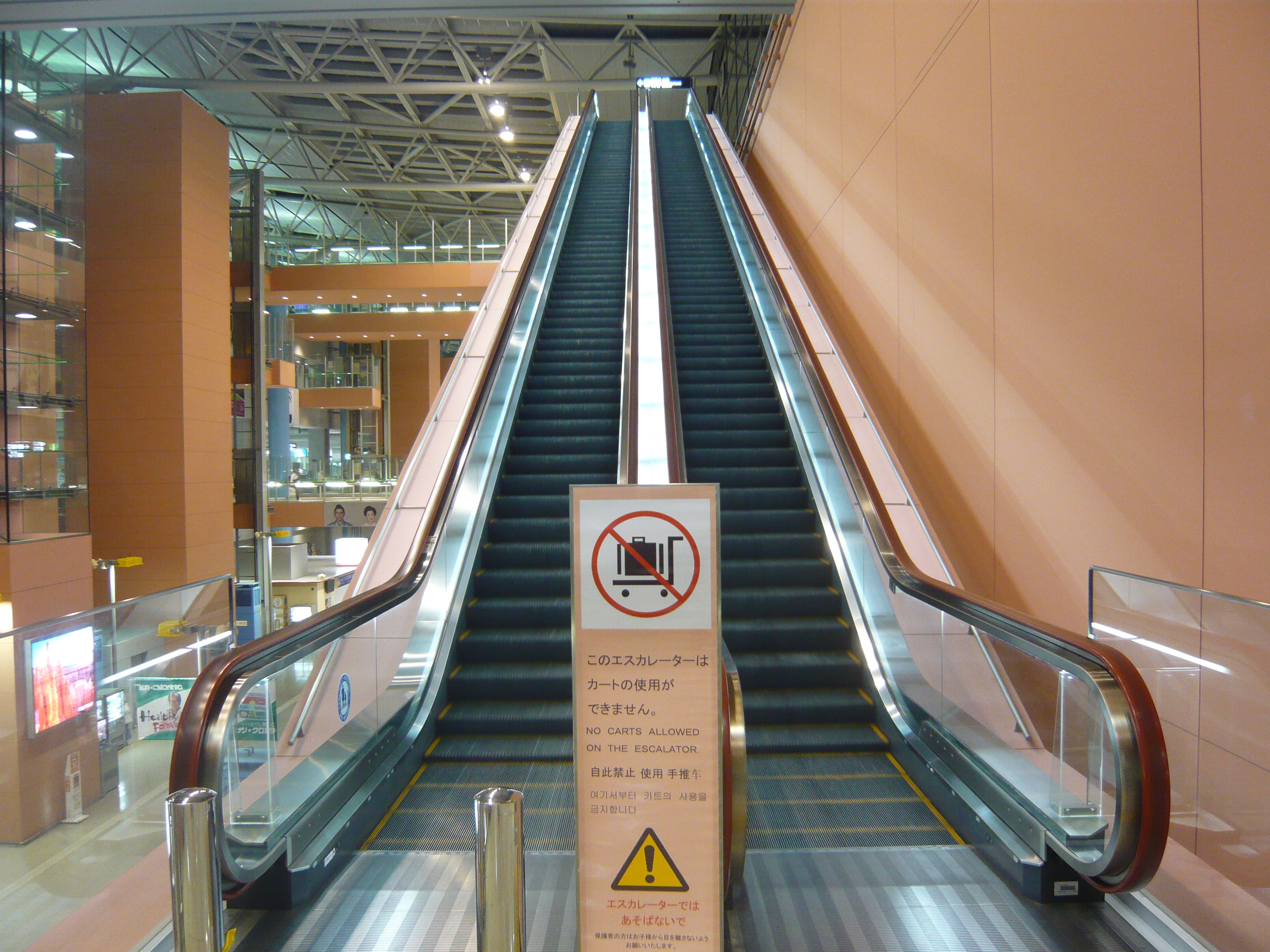
カートの侵入を防ぐポールが設置された、関西国際空港のエスカレーター

### 片側空けの習慣
エスカレーターの片側空けの習慣は、日本国内でも地域によって差がある。
関西地方では、鉄道会社が積極的に呼びかけた例が多くみられる。例えば、阪急電鉄が1967年に左側空けの呼びかけを始め、大阪万博（1970年）でも同様な措置がとられた。また、近畿日本鉄道は1992年から布施駅で、京阪電気鉄道も1993年から京橋駅などで、JR西日本も1997年に北新地駅で左側空けの呼びかけを始めた。このような経緯により、大阪や神戸では左側空けが定着した。
これに対して首都圏では、1980～1990年代に自然発生的に右側空けが始まった。また、東京と地方を結ぶ新幹線網の拡大もあり、地方都市に右空けの東京方式が広がった。
京都市営地下鉄は、関西地方でありながら、1981年の開業時から右側空けを掲示板で呼びかけていた。これは、券売機の設置場所などから人の流れが左側に集中する傾向があることが理由とされる。また滋賀県でも、京都の影響から地元住民も右側を開ける事例が多い。

### 歩行禁止の呼びかけや条例化
現在、日本エレベーター協会はエスカレーターの使用について、「エスカレーターの安全基準は、ステップ上に立ち止まって利用することを前提にしてる」「バランスを崩したり、つまずいたりして、転倒するおそれがある」「他の利用者に接触して転倒させたりするおそれがある」などとして、利用者にエスカレーターでの歩行禁止を呼びかけている。
2004年（平成16年）7月より、日本の地下鉄では初めて、名古屋市営地下鉄が駅構内放送などで歩行禁止の呼びかけを開始し、順次「エスカレーターでの歩行はおやめ下さい」のステッカーやポスターも貼られている。また、2008年より駅長らが毎月10日に肉声でエスカレーターを歩かないよう訴えているほか、運営する交通局職員の勤務時間帯以外に、空けられた右側にあえて立ち止まって乗るよう指導している。
その後、横浜市営地下鉄や福岡市地下鉄、札幌市営地下鉄、大阪市営地下鉄、京都市営地下鉄、東日本旅客鉄道（JR東日本）、都営地下鉄、東京地下鉄でも、エスカレーターでの歩行禁止を呼びかける掲示が出されるようになった。
2021年（令和3年）3月30日に「埼玉県エスカレーターの安全な利用の促進に関する条例」が公布され、同年10月1日に施行された。エスカレーターの利用者は「立ち止まった状態でエスカレーターを利用しなければならないこと」管理者は「利用者に対し、立ち止まった状態でエスカレーターを利用すべきことを周知しなければならない」と義務づけられている。尚、本条例による違反についての罰則はない。
名古屋市は2023年10月から「名古屋市エスカレーターの安全な利用の促進に関する条例」を施行。市営地下鉄の駅でエスカレーター上を歩いている人を検知して「条例違反です。立ち止まってご利用ください」と警告する人工知能（AI）や、「なごやかにSTOPしてね」と書かれた手のひら状の看板を背負った「なごやか立ち止まり隊」を導入して、片側を空けない「二列乗り」を促している。2024年度に市が実施した市民アンケート結果では、45.4％が「左側に人が並び、右側が空いているとき、右側に立ち止まって乗ることがある」と回答しており、前年度よりも13.0ポイント上昇した。

### 乗り方に関する意見
日本エレベーター協会が2012年～2016年に行ったアンケートにおいて、「エスカレーターを歩かない方がいい」という回答が7割近くあり、人やカバンとぶつかって危険と感じた回答者が5割強ありながら、なおそれでも「エスカレーターを歩いてしまう」という回答が微減ながら8割強のまま推移している。
また、日本のエスカレーター全般が諸外国に比べて遅すぎるゆえに歩く人が減らないのではという意見や、エスカレーターで急ぐ人の歩く意欲を減らすために高速エスカレーターの拡充を求める意見もある。
病気、けが、障害などの身体的な理由から片側の方向にしか立てない事情を持つ人もいるため、片側空けの習慣にに対して疑問を呈する意見も上がっており、識者からは「両側乗り」、新型コロナ禍以降は密を避ける観点から一段空けて左右交互に立つ「ジグザグ乗り」を推奨する意見もみられる。

### 安全キャンペーン
2010年（平成22年）3月29日から5月9日からの間、関東・中部・関西の25の鉄道事業者および日本エレベータ協会（当時）でエスカレーターの安全利用を呼びかける、「みんなで手すりにつかまろう」キャンペーンが実施された。主要新聞にも新聞広告が掲載され、駅にポスターやステッカーが貼られた。
また 2012年（平成24年）には、7月23日から8月31日の間「昨今駅においては、お客さまがエスカレーターをご利用になる際に、ご自身でバランスを崩して転倒されたり、駆け上がったり駆け下りたりした際に他のお客さまと衝突し転倒させるなどの事象が発生しています。お客さまのお怪我を防止するために、ご利用の際には手すりにつかまるなど、安全なエスカレーターの利用について鉄道事業者が共同で呼びかけを実施します。」として、関東・中部・関西の鉄道事業者25社局で、同様のキャンペーンが行われた。
さらに2013年（平成25年）7月25日、北海道・関東・中部・関西の27の鉄道事業者、商業施設、森ビル、日本民営鉄道協会、日本エレベーター協会と共同で、エスカレーターの安全利用を呼びかける「みんなで手すりにつかまろう」キャンペーンを同年7月29日から実施。さらに2014年（平成26年）においても、同年7月22日から全国の鉄道事業者42社局、商業施設、森ビル、日本民営鉄道協会、日本エレベーター協会と共同で、エスカレーターの安全利用を呼びかける「みんなで手すりにつかまろう」キャンペーンを実施している。
このような取り組みは、毎年続いており、2016年および2017年のキャンペーンは、鉄道事業者51社局ならびに森ビル、首都圏の空港ターミナルビル運営会社3社、民鉄協、日本地下鉄協会そして日本エレベーター協会、神奈川県川崎市、千葉市が共同して実施する大掛かりなものになった。2017年に共同掲出されたポスターは、昨年までとは打って変わって、スーツを着た男性と女性とが整然と並んで手すりを持ち、下りエスカレーターを降りるという意匠であり、昨年までよりも『手すりを持っての整列乗車』を強く意識させるポスターとなった。

## 壊れたエスカレーター現象
「壊れたエスカレーター現象」（英: broken escalator phenomenon）は、停止したエスカレーターに乗るとバランスを崩したりめまいや違和感が生じたりしてしまう現象で、「ウォーカー効果」とも呼ばれる。通常に稼働している時はヒトの脳が無意識的にコントロールして稼働中のエスカレーターに合わせた動きをするが、停止した状態でも無意識に稼働中のエスカレーターに合わせた動きをしてしまうのが原因だといわれる。普通の階段でも見た目をエスカレーター風に変えると同様の現象がでる。

## 比喩的な用法
中高一貫教育や中高（小中高大学、更に幼稚園までが加わる事も）一貫校など、無試験で内部進学が可能な学校のことを、エスカレーターの動作に例えて俗に「エスカレーター式」あるいは「エレベーター式」と呼ぶ
第二次ロンドン海軍軍縮条約において、1937年4月1日までに調印しないワシントン海軍軍縮条約批准国があった場合に諸々の制限を緩和する条項が盛り込まれ、通称「エスカレーター条項」と呼ばれた。これも上記と同じくエスカレーターの動作になぞらえた通称である。